# Niva Bílého potoka
Niva Bílého potoka je přírodní památka ve správním území obce Halže v okrese Tachov v Plzeňském kraji. Tvoří ji soustava vlhkých luk a olšových luhů s výskytem vzácných a ohrožených druhů rostlin.

## Historie
Chráněné území vyhlásila Agentura ochrany přírody a krajiny ČR v kategorii přírodní památka s účinností od 25. října 2018. Cílem ochrany je uchovat nebo zlepšit stav společenstev omezením zarůstání náletovými dřevinami, prosvětlením lesních porostů a ponecháváním dřeva v lese.
Až do druhé světové války sloužily pozemky v přírodní památce jako louky a pastviny. Po válce obhospodařování ustalo, což vedlo ke spontánní sukcesi. Přirozeně vzniklé lesy byly v šedesátých letech dvacátého století uměle doplněny olší, ale jejich pozemky jsou nadále vedeny jako trvalé travní porosty.

## Přírodní poměry
Přírodní památka s rozlohou 12,98 hektaru leží v Českém lese v nadmořské výšce 605–626 metrů. Nachází se v katastrálním území Halže a je součástí chráněné krajinné oblasti Český les.

### Abiotické poměry
Geologické podloží tvoří starohorní metamorfované horniny překryté holocenními sedimenty. Podložní horninou je břidličnatá cordierit-biotiticko migmatitická rula s vložkami amfibolitu s pyroxeny a muskovit-biotitických žul. V geomorfologickém členění Česka přírodní památka leží v Českém lese, konkrétně v podcelku Přimdský les a okrsku Rozvadovská pahorkatina. Území odvodňuje Bílý potok, který je přítokem Mže, a patří tedy do povodí Berounky. V těchto podmínkách se vyvinuly hydromorfní půdy z referenčních tříd organosolů, glejosolů a stagnosolů.
V rámci Quittovy klasifikace podnebí se přírodní památka nachází v mírně teplé oblasti MT3, pro kterou jsou typické průměrné teploty −3 až −4 °C v lednu a 16–17 °C v červenci. Roční úhrn srážek dosahuje 600–750 milimetrů, počet letních dnů je dvacet až třicet, počet mrazových dnů se pohybuje mezi 130 a 160 a sněhová pokrývka zde leží šedesát až sto dnů v roce.

### Flóra
Předmětem ochrany v přírodní památce jsou olšové luhy (60 % rozlohy), podmáčené až slatinné louky (20 %) a řada ohrožených druhů rostlin, ke kterým patří hadí mord nízký (Scorzonera humilis, synonymum ), kruštík bahenní (Epipactis palustris), mochna bahenní (Potentilla palustris), ostřice Davallova (Carex davalliana), ostřice stinná (Carex umbrosa), prstnatec májový (Dactylorhiza majalis), tolije bahenní (Parnassia palustris), vachta trojlistá (Menyanthes trifoliata), vrbovka bahenní (Epilobium palustre) a zdrojovka potoční (Montia hallii).
Kromě rostlin v chráněném území roste řada mechorostů ze skupiny zranitelných nebo pozornost vyžadujících rostlin: bařinatka obrovká (Calliergon giganteum), kryjnice zaříznutá (Calypogeia fissa), měřík oválný (Plagiomnium ellipticum), měřík vyvýšený (Plagiomnium elatum), trněnka pruhovaná (Eurhynchium striatum), rašeliník Warnstorfův (Sphagnum warnstorfii), rokyt luční (Hypnum pratense), rokýtek nízký (Amblystegium humile), rokýtek vlhkomilný (Amblystegium radicale) a šurpek hladkoplodý (Orthotrichum striatum).

### Fauna
Před vyhlášením přírodní památky nebyl zpracován žádný faunistický průzkum. Na lokalitě byla pozorována kriticky ohrožená zmije obecná (Vipera berus).

## Přístup
Přírodní památkou nevede žádná turisticky značená trasa, pouze východně od ní je po silnici z Halže do Žďáru vyznačena cyklistická trasa č. 36.